# Jay Robinson (zapaśnik)
Jay Paul Robinson (ur. 7 czerwca 1946 w San Diego) – amerykański zapaśnik walczący w stylu klasycznym. Olimpijczyk z Monachium 1972, gdzie odpadł w eliminacjach w kategorii 82 kg.
Zajął czwarte miejsce na mistrzostwach świata w 1970 i piąte w 1971 roku.
Zawodnik Oklahoma State University, trener zapasów na Uniwersytecie Minnesoty.